# Saison 1 de Hung
Chronologie
Saison 2
Cet article présente le guide des épisodes de la première saison de la série télévisée américaine Hung.

## Épisode 1:Pilote
- États-Unis : 28 juin 2009 sur HBO
- France : 1er décembre 2009 sur Orange Cinémax
- Belgique : 30 septembre 2010 sur Be Séries[1]
- Suisse : 21 novembre 2010 sur TSR1[2]

- États-Unis : 2,8 millions de téléspectateurs[3] (première diffusion)

## Épisode 2:Grosse saucisse ou Je suis pas une romantique
- États-Unis : 12 juillet 2009 sur HBO
- France : 8 décembre 2009 sur Orange Cinémax
- Belgique : 7 octobre 2010 sur Be Séries
- Suisse : 28 novembre 2010 sur TSR1[4]

- États-Unis : 3,6 millions de téléspectateurs[5] (première diffusion)

## Épisode 3:Et c'est moi le pervers? ou Je vous trouve sexy
- États-Unis : 19 juillet 2009 sur HBO
- France : 8 décembre 2009 sur Orange Cinémax
- Belgique : 14 octobre 2010 sur Be Séries
- Suisse : 28 novembre 2010 sur TSR1[4]

- États-Unis : 2,77 millions de téléspectateurs[6] (première diffusion)

## Épisode 4:La Poutre ou Tu es un Dieu!
- États-Unis : 26 juillet 2009 sur HBO
- France : 15 décembre 2009 sur Orange Cinémax
- Belgique : 21 octobre 2010 sur Be Séries
- Suisse : 5 décembre 2010 sur TSR1[7]

## Épisode 5:Danse, marionnette! ou Je t'aime, moi aussi
- États-Unis : 2 août 2009 sur HBO
- France : 15 décembre 2009 sur Orange Cinémax
- Belgique : 28 octobre 2010 sur Be Séries
- Suisse : 5 décembre 2010 sur TSR1[7]

- États-Unis : 3,4 millions de téléspectateurs[8] (première diffusion)

## Épisode 6:Mauvaise Passe ou Une amie de papa
- États-Unis : 9 août 2009 sur HBO
- France : 22 décembre 2009 sur Orange Cinémax
- Belgique : 4 novembre 2010 sur Be Séries[9]
- Suisse : 12 décembre 2010 sur TSR1[10]

## Épisode 7:La Fleur Rita ou L'Indélébile pestilence
- États-Unis : 16 août 2009 sur HBO
- France : 22 décembre 2009 sur Orange Cinémax
- Belgique : 11 novembre 2010 sur Be Séries[9]
- Suisse : 12 décembre 2010 sur TSR1[10]

- États-Unis : 2,8 millions de téléspectateurs[11] (première diffusion)

## Épisode 8:Je m'en fous de ton cœur ou Tu jouis juste comme il faut
- États-Unis : 23 août 2009 sur HBO
- France : 29 décembre 2009 sur Orange Cinémax
- Belgique : 18 novembre 2010 sur Be Séries[9]
- Suisse : 19 décembre 2010 sur TSR1[12]

- États-Unis : 3,3 millions de téléspectateurs[13] (première diffusion)

## Épisode 9:La langue, ça peut aider ou J’ai le pouvoir!
- États-Unis : 30 août 2009 sur HBO
- France : 29 décembre 2009 sur Orange Cinémax
- Belgique : 25 novembre 2010 sur Be Séries[9]
- Suisse : 19 décembre 2010 sur TSR1[12]

## Épisode 10:Une partie à trois ou Le Rêve américain
- États-Unis : 13 septembre 2009 sur HBO
- France : 5 janvier 2010 sur Orange Cinémax
- Belgique : 2 décembre 2010 sur Be Séries[9]
- Suisse : 19 décembre 2010 sur TSR1[12]

- États-Unis : 2,9 millions de téléspectateurs[14] (première diffusion)